# The Distillers
The Distillers är ett amerikanskt punkrockband från Los Angeles, från 1998. Gruppen bildades av den australienfödda sångerskan och gitarristen Brody Dalle, som skrivit nästintill alla deras låtar. Under gruppens karriär har de bytt medlemmar ett flertal gånger och gett ut totalt tre studioalbum. Musiken beskrivs som melodisk, punkorienterad rock. 

## Historia
I slutet av 1998 träffades Brody Dalle (sång, gitarr) och Kim Chi (basgitarr, sång) på jobbet och insåg hur mycket de båda älskade att göra musik. De kom i kontakt med Matt Young (trummor) och Rose "Casper" Mazzola (gitarr) och bildade bandet The Distillers. De gav ut det självbetitlade albumet The Distillers i april 2000 på Epitaph Records. Kort efter att albumet kom ut hoppade Fuellman, Young och Mazzola av bandet, bland annat på grund av att vissa av dem hade allvarliga drogproblem.
Under 2002 var The Distillers och Dalle tillbaka med albumet Sing Sing Death House, och med de nya bandmedlemmarna Andy Granelli (trummor) och Ryan Sinn (basgitarr, sång). Sing Sing Death House nådde plats 29 på Billboard-listan Independent Albums. På albumet Coral Fang från 2003 hade gruppen rekryterat ytterligare en gitarrist, Tony Bradley, eftersom det blev för jobbigt för Dalle att både spela gitarr och sjunga samtidigt. Coral Fang, som är bandets senaste album, var inte lika punkorienterat som de tidigare skivorna, utan föll i genren alternativ rock. Det nådde plats 97 på Billboard 200 och plats 46 på UK Albums Chart.
The Distillers upplöstes under 2006 och Dalle och Bradley bildade istället bandet Spinnerette.
Bandet återförenades dock igen 2018

## Medlemmar
Nuvarande medlemmar
- Brody Dalle – sång, rytmgitarr (1998–2006, 2018–), sologitarr (2002–2003)
- Andy Granelli – trummor, percussion (2000–2005, 2018– )
- Ryan Sinn – basgitarr, bakgrundssång (2000–2005, 2018– )
- Tony "Bradley" Bevilacqua – sologitarr, bakgrundssång (2003–2006, 2018– )

Tidigare medlemmar
- Rose "Casper" Mazzola – sologitarr, bakgrundssång (1998–2002)
- Kim Chi – basgitarr, bakgrundssång (1998–2000)
- Mat Young – trummor, percussion (1998–2000)

## Diskografi

### Studioalbum
| År   | Albuminformation                                                 | Högsta listplaceringar | Högsta listplaceringar | Högsta listplaceringar | Certifikat   |
| År   | Albuminformation                                                 | USA                    | USA Ind.               | UK                     | Certifikat   |
| ---- | ---------------------------------------------------------------- | ---------------------- | ---------------------- | ---------------------- | ------------ |
| 2000 | The Distillers - Släppt: 25 april 2000 - Skivbolag: Epitaph      | —                      | —                      | —                      |              |
| 2002 | Sing Sing Death House - Släppt: 6 juni 2002 - Skivbolag: Hellcat | —                      | 29                     | —                      |              |
| 2003 | Coral Fang - Släppt: 14 oktober 2003 - Skivbolag: Sire           | 97                     | —                      | 46                     | - UK: Silver |

### EP-skivor
| År   | Albuminformation                                                         |
| ---- | ------------------------------------------------------------------------ |
| 1999 | The Distillers EP - Släppt: 1999 - Skivbolag: Hellcat - Format: 7"-vinyl |

### Singlar
| År   | Titel                      | Listor  | Listor | Album                 |
| År   | Titel                      | USA Alt | UK     | Album                 |
| ---- | -------------------------- | ------- | ------ | --------------------- |
| 2002 | "The Young Crazed Peeling" | —       | —      | Sing Sing Death House |
| 2002 | "City of Angels"           | —       | —      | Sing Sing Death House |
| 2003 | "Drain the Blood"          | 28      | 51     | Coral Fang            |
| 2004 | "The Hunger"               | —       | 48     | Coral Fang            |
| 2004 | "Beat Your Heart Out"      | —       | 74     | Coral Fang            |